# Nuno Oliveira
Nuno Oliveira, né le 23 juin 1925 à Lisbonne et mort le 2 février 1989 à Perth, est un écuyer portugais, considéré comme le plus grand maître de l'art équestre au XXe siècle. Formé à partir de onze ans à l'équitation, il est reconnu comme un maître écuyer dès l'âge de vingt-trois ans. Deux décennies plus tard, son influence dépasse largement les frontières de son Portugal natal.
Il a peu côtoyé le monde de la compétition, qui ne lui permet pas de s'exprimer. Nuno Oliveira aborde l'équitation comme un art véritable, auquel il accorde une dimension spirituelle. Il décrit lui-même son équitation comme « la sublimation de sa technique par l'amour ». Nourri d'une immense culture équestre et de la musique des opéras, en particulier de Verdi, Nuno Oliveira donne des stages partout dans le monde. Réputé pour son côté excessif, il possède aussi de grands talents de pédagogue qu'il met à profit pour former des centaines de cavaliers. Le courant qu'il a initié se nomme l'« oliveirisme ».

## Biographie

### Enfance et adolescence
Nuno Oliveira est issu d'une famille aisée, il est le fils d'un pasteur Protestant qui travaille pour une banque, Guido Oliveira. Sa mère est très pieuse. Il fréquente le monde du cheval dès son plus jeune âge puisque son cousin Joaquim Goncalves de Miranda, ancien écuyer de l'école royale portugaise probablement devenu un autodidacte, le prend comme élève alors qu'il est âgé de 11 ans, jusqu'à son décès en 1940. Nuno Oliveira suit parallèlement sa scolarité au collège anglo-portugais, de 7 à 14 ans. Il a l'occasion de se documenter sur l'équitation classique grâce à la bibliothèque de Manuel de Barros, un riche propriétaire d'équidés. C'est également durant l'adolescence que son père l'initie à l’opéra. Il obtient son baccalauréat.

### Débuts
Nuno Oliveira fait immédiatement carrière dans l’équitation, en travaillant les chevaux de riches familles et de commerçants portugais, sans avoir d'écurie ou de manège propre dans un temps. Il ne reste pas longtemps dans les rues de Lisbonne puisqu'un propriétaire équin le remarque, et l'installe dans une écurie en banlieue. Il commence à se produire en spectacle au Colisée des Recreios, sa réputation va dès lors se construire si bien qu'en 1948, année de son mariage, il est reconnu comme un maître écuyer au Portugal.
Il enseigne principalement et plus longuement à Póvoa de Santo Adrião. À l'âge de trente-cinq ans, il travaille dans un manège modeste de la banlieue de Lisbonne, à Odivelas. Sa journée commence à six heures du matin avec le dressage des jeunes chevaux. Il reprend aussi en main des chevaux de saut d'obstacles qui font des refus, et des chevaux de tauromachie perturbés. Parmi ses élèves figurent déjà les Ambassadeurs de France et de Suisse au Portugal, et la princesse de Barcelone. Il est présenté officiellement au monde équestre français en 1964, sur une initiative du rédacteur en chef du magazine L'Éperon. La presse française, les meilleurs cavaliers professionnels, les écuyers du Cadre noir et la Fédération Française le découvrent à cette occasion.

### Reconnaissance
En 1967, Nuno Oliveira donne ses premières leçons hors du Portugal, en Belgique où il est réinvité deux fois chaque année. Il ouvre sa propre école équestre dans une ancienne bergerie, à Aveçada au nord de Lisbonne, qui attire au fil du temps des centaines d'élèves écuyers du monde entier. Grâce à son talent pédagogique rare, Nuno Oliveira enseigne son art. Il voyage beaucoup, y compris en Australie et au Pérou.
Il inspire les écuyers du Cadre noir de Saumur sur l'invitation du colonel Durand, et se fait régulièrement inviter aux grands événements équestres internationaux. Le général de Champvallier, écuyer bauchériste, adresse à Oliveira une phrase restée célèbre, tout en s'inclinant devant lui : « Maître, voilà cinquante ans que je vous cherche, je crains que pour moi il soit trop tard ». Michel Henriquet lui demande « comment êtes vous ce que vous êtes ? », ce à quoi Oliveira lui répondra « Par nos chevaux ». Malgré sa popularité, n'ayant pas fréquenté le milieu de la compétition équestre, Oliveira vit dans une relative pauvreté. Il refuse la direction de l'école portugaise d'art équestre pour conserver son indépendance.

### Décès
Son rythme de travail effréné, partagé entre l'équitation et l'écriture de ses livres, est certainement à l'origine de son décès précoce. À soixante ans, Nuno Oliveira souffre du dos et d'insuffisance cardiaque. Le 2 février 1989, il est retrouvé mort sur son lit d'hôtel en Australie en écoutant Verdi, musique qu'il aimait faire résonner dans son manège pour se cadencer. Il n'a pas, sur son compte bancaire, la somme nécessaire pour faire rapatrier son corps au Portugal : son fils João doit vendre certains de ses chevaux d'instruction pour la réunir.

## Caractère et sensibilités
Nuno Oliveira est connu pour son exceptionnelle sensibilité artistique, mais aussi reconnu de ses pairs comme un homme colérique et excessif. Il reconnaissait lui-même ses débordements, notamment dans ses lettres. Il s'est fâché avec un certain nombre de cavaliers et d'écuyers, dont René Bacharach, qui faisait pourtant partie de ses admirateurs. Sa personnalité transparaît dans ses écrits, notamment à travers l'usage fréquent de la caricature. Il montre également une vision dualiste, voire binaire, opposant notamment le cavalier de compétition, technicien robotisé, à l'artiste équestre. Sa démarche est à contre-courant du milieu de la compétition, qu'il est réputé détester. Sa pensée peut paraître réductrice par manque de mesure : il dévalorise, voire « démolit » les écuyers opposés à son approche équestre, notamment à travers sa détestation de l'équitation germanique, qu'il combat, face à l'équitation latine qu'il défend. Il s'est également montré très critique envers le bauchérisme. Si quelqu'un lui déplaît, il s'adresse à lui dans une attitude dominante, quelle que soit sa position sociale.
Il fait preuve en contrepartie d'une immense empathie, tant envers les personnes qu'envers le cheval, et parle longuement de la dimension spirituelle de l'équitation, ce qui explique son rejet de l'équitation « mécanique », qui ignore l'aspect sensible et psychologique. Carlos Henriques Pereira l'analyse comme une expression d'un certain mal-être, dû à la position d'écuyer incompris d'Oliveira, qui avait atteint « un niveau tel qu'il ne rencontrait plus personne ». Pour Michel Henriquet, « il avait les réactions imprévisibles d'un artiste écorché par l'inquiétude ». Il ne pouvait s'empêcher de conseiller les cavaliers de son entourage pour les aider à progresser, quitte à les critiquer vivement, sans jamais cacher ne serait-ce qu'une partie de son savoir. Il s'est  montré très généreux tout au long de sa vie, en permettant à des cavaliers aux faibles revenus financiers de suivre gratuitement son enseignement, allant jusqu'à offrir un cheval à un écuyer qu'il appréciait.

## Approche et sources d'inspiration
Nuno Oliveira n'a jamais rédigé de méthode de dressage, considérant que chaque cheval est unique et demande un dressage unique. Il approche l'équitation comme un art, et non comme un sport. D'après tous les témoignages, chaque cheval qu'il monte est sublimé et change d'attitude lorsqu'il se met en selle : Oliveira tire le meilleur du cheval, et assure que le cœur peut surpasser la technique. Il possède un don rare pour exprimer verbalement ce qui est de l'ordre de la sensation.
Son équitation a été catégorisée de différentes façons : lui-même la qualifie de « latine ». Certains observateurs l'ont rapprochée de l'équitation de tradition française telle qu'elle se pratiquait au XVIIIe siècle, d'un bauchérisme modéré, voire d'une synthèse de différents courants équestres provenant de différents pays. Son école et ses principes sont l'expression directe des socles de l'art équestre : la légèreté et l'amour du cheval. Grand lecteur des maîtres d'équitation classiques, il possède une culture équestre encyclopédique qui dépasse toute frontière, tout nationalisme. Ses principaux inspirateurs sont La Guérinière, Steinbrecht et Baucher. Il perçoit dans ses lectures une unité fondamentale entre ces différents maîtres. Il développe la légèreté en limitant les interventions du cavalier le plus possible.
D'après Maxime Le Forestier, qui a fait partie de ses élèves, il faisait toujours appel à un palefrenier pour tenir son cheval avant de se mettre en selle, afin que la monture ne recule pas. Nuno Oliveira a laissé quelques phrases et maximes devenues célèbres : 
« Après trente ans sur le dos d'innombrables chevaux, je demande aux cavaliers qui me lisent et qui dressent leurs chevaux de regarder leur monture lorsqu'ils mettent pied à terre après une séance de travail, de contempler son œil et de faire un examen de conscience pour se demander s'ils ont bien agi envers cet extraordinaire être vivant, ce compagnon adorable : le cheval. »
« On a tendance, de nos jours, à oublier que l'équitation est un art. Or, l'art n'existe pas sans amour. Mais celui qui n'a pas la discipline nécessaire et qui ne possède pas la technique ne peut prétendre à l'art. L'art, c'est la sublimation de la technique par l'amour. L'amour, afin qu'après la mort du cheval, vous ayez gardé en votre cœur le souvenir de cette entente, de ces sensations qui ont quand même élevé votre esprit au-dessus des misères d'une vie humaine. »
« Il y a deux choses en équitation : la technique et l'âme. »
« L'art équestre commence par la perfection des choses simples. »
« Faites du cheval un compagnon et non un esclave, vous verrez quel ami extraordinaire il est. »
« Avec les chevaux, de la douceur est-ce que cela en vaut la peine ?... Oui, toujours! »
« Demander souvent, se contenter de peu, récompenser beaucoup » : cette phrase de Baucher reprise par Oliveira est souvent attribuée au Général Faverot de Kerbrech, l'un de ses élèves les plus connus.

### Opéra et musique
Nuno Oliveira est resté toute sa vie durant un grand amateur d'opéras. Selon Maxime Le Forestier, il a eu deux grandes périodes dans sa vie, celle où il écoutait Beethoven et la période Verdi. Il raconte, lorsqu'Oliveira lui a demandé de chanter dans son manège, avoir souhaité que le maître monte pour l'occasion un vieux cheval nommé Ansioso, qui « ressemble physiquement à Beethoven ». Il a fait interpréter Le Concerto de l'Empereur à l'animal, qui donnait l'impression d'être un centaure avec Oliveira. Ses chevaux ont un rapport particulier avec la musique, ils sont habitués à se cadencer sur des rythmes musicaux.

## Héritage

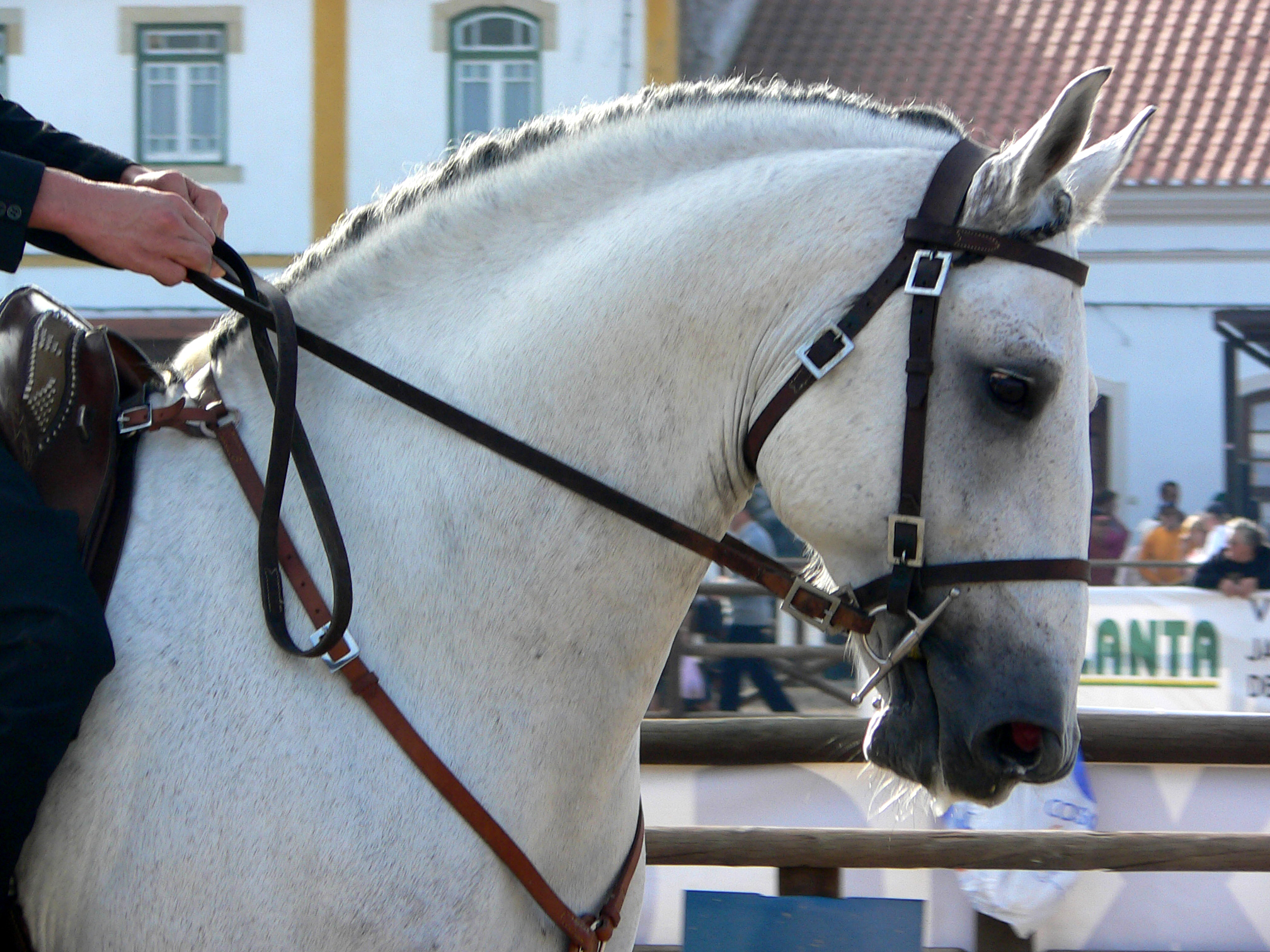
Le cheval de race lusitanienne a été nettement popularisé par Oliveira

Nuno Oliveira est reconnu comme un « maître de l'art équestre », le plus grand du XXe siècle : il est à l'origine de la renaissance de l'équitation portugaise dans les années 1950, et d'un grand regain d’intérêt pour le cheval de race lusitanienne. Une salle lui est dédiée à l'académie du spectacle équestre de Versailles. Après sa mort, de nombreux cavaliers d’Europe se passionnent pour les chevaux ibériques. Antoine de Coux, l'un de ses plus fidèle disciples, entreprend de trier et publier après sa mort les conseils que le maître a prodigués toute sa vie pour ne pas perdre cette mine de conseils pertinents et précieux. Il décède avant d'avoir fini, mais Madame Laurenty reprend le flambeau et l'ouvrage Paroles du maître sort en 2007, complétant les écrits foisonnants de Nuno Oliveira.
Deux documentaires lui sont consacrés : Nuno Oliveira, l’écuyer du XXe siècle distribué par 24 images production en 2007, et Nuno Oliveira, 20 ans après, sorti en 2009.
La web-série L'ÉNIGME des MAÎTRES consacrée à la transmission de maître à élève fait découvrir différents aspects de sa personnalité et présente des films inédits. Une série de Valérie Charrieau-Khalili produite par 3V PROD.

### Élèves
Certains cavaliers se réclament de l'enseignement « oliveiriste », bien que ne l'ayant vu qu'une seule fois. Parmi ses élèves les plus connus, on compte son fils Joao Oliveira, Sue Oliveira, l'écuyère américaine Bettina Drummond (Écuyer d'Honneur du Cadre noir de Saumur), l'écuyer français Michel Henriquet, Suzanne Laurenty, Dom Diogo de Bragance, le chanteur français Maxime Le Forestier, l'artiste Jean-Louis Sauvat et la championne d'équitation portugaise Dany Lahaye.

#### Michel Henriquet
Nuno Oliveira et Michel Henriquet ont entretenu une correspondance pendant trente ans.

#### Maxime Le Forestier
Maxime Le Forestier se passionne pour l'équitation depuis l'âge de seize ans. Il apprend la basse école dans un club de la région parisienne tenu par un disciple de Nuno Oliveira, qui l'envoie ensuite se perfectionner chez le maître au Portugal. Maxime Le Forestier s'y rend pendant deux mois et demi en 1972. Oliveira ne lui fait payer qu'une leçon sur quatre « parce qu'il est musicien et possède déjà le sens du rythme, l'un des secrets de l'équitation ». Le chanteur considère Oliveira comme le meilleur écuyer du siècle, et comme l'un des personnages qui l'ont changé et fait évoluer dans sa vie : de son propre avis, les leçons d'équitation avec Oliveira lui ont été « infiniment plus utiles pour la scène que les cours de théâtre et de mime ». Nuno Oliveira a notamment repris en main son cheval Faris, pour lui enseigner le galop à faux. Maxime Le Forestier a vécu ses leçons comme une quête du centaure, pour ne plus réfléchir et rendre les gestes instinctifs. Il cite notamment, durant l'enseignement de Nuno Oliveira, la phrase « Par la pensée, passez au trot ».

## Ouvrages
Nuno Oliveira possède aussi un indéniable talent d'écriture, puisqu'il rédige de nombreux ouvrages sur la pratique et la réflexion de l'art équestre, et y décrit le travail des chevaux et leur dressage comme un art à part entière. Il aborde différentes thématiques dans ses œuvres, aussi bien l'art que la politique et la morale. En 1955, à trente ans, il publie son premier ouvrage à partir de notes et d'articles de la presse portugaise. Sa seconde œuvre, en 1963, est un album photographique de ses chevaux dressés en haute école. Il publie ses mémoires d'écuyer en 1981, puis des conseils destinés aux jeunes cavaliers en 1986. Son œuvre majeure, qui rassemble tous ses conseils techniques, est publiée en français en 1991, sous le titre L'Art équestre. Dans ses derniers écrits, d'après Carlos Henriques Pereira, il dévoile ses pensées intérieures de façon presque « mystique ». Son dernier livre, publié de manière posthume, est un Propos sur des croquis équestres", co-signé avec le sculpteur Jean-Louis Sauvat qui fait partie de ses élèves.
- Haute école
- 1965 : Réflexions sur l'art équestre
- Souvenir d’un écuyer portugais
- 1983 : Principes classiques de l'art de dresser les chevaux
- Amalgame
- Élucubrations
- Souhaits et souvenirs
- 1983 : Propos d'un vieil écuyer aux jeunes écuyers
- 1986 : Les chevaux et leurs cavaliers
- Propos sur des croquis équestres
- 1991 : L'Art équestre

Un ouvrage rassemble nombre de ses œuvres : la réédition des œuvres complètes initialement éditées par les éditions Crépin Leblond entre 1970 et 80. Ce livre très complet est composé des écrits suivants : Réflexions sur l’Art Équestre (1965), Notes d’Équitation Élémentaires… (1972), Principes Classiques de l’Art de Dresser les Chevaux (1983), Souhaits et Souvenirs (1984-1985), Propos d’un Vieil Écuyer aux Jeunes Écuyers (1986), Les Chevaux et leurs Cavaliers (1987) et Propos sur des Croquis Équestres (1990). Il est également accompagné des dessins de Jean Louis Sauvat.